# Klášter nad Dědinou
Klášter nad Dědinou (německy Kloster an der Diedina) je malá vesnice, část obce Ledce v okrese Hradec Králové. Nachází se asi 1,5 km na sever od Ledců. Ve vsi působí evangelický sbor.
Klášter nad Dědinou je také název katastrálního území o rozloze 1,91 km2.

## Historie
Vznikla na místě cisterciáckého kláštera Sacer campus (Svaté pole), založeného roku 1279 a zničeného hradeckými husity v roce 1420. Majetky kláštera byly posléze připojeny k opočenskému panství. Zbytky klášterních budov byly odstraněny téměř beze zbytku, katolický kostelík pochází dle všeho až ze 16. století. Jádro kláštera se nacházelo v severovýchodní části obce. Poznání jeho pozůstatků v letech 2013 a 2015 výrazně prohloubily archeologické záchranné výzkumy.
V roce 2009 zde bylo evidováno 31 adres. V roce 2001 zde trvale žilo 54 obyvatel.

## Osobnosti
- František Janeček (1878–1941), konstruktér, vynálezce, průmyslník, zakladatel firmy Jawa